# Cirsa
Cirsa, nom comercial de Cirsa Gaming Corporation, és una empresa catalana de joc i oci fundada el 1978 a Terrassa, un dels líders mundials en el sector de les màquines recreatives. Té més de 14.000 empleats i 2012 empreses presents a més de 70 països. El 2010 comptava amb 88 bingos, 25 casinos i més de 50.000 màquines recreatives en funcionament.

## Història
L'empresa comença a Terrassa l'any 1978 de la mà del seu fundador, Manuel Lao Hernández, amb un petit laboratori sota la denominació Compañía Internacional de Recreativos S.A. per canviar el seu nom a l'actual, CIRSA, l'any 1983.
L'any 1982 es constitueix la societat UNIDESA (Universal de desarrollos electrónicos S.A.) per a la fabricació de màquines recreatives.
L'any 1985, CIRSA incorpora el seu primer casino a Espanya, el Casino de Marbella.
L'any 1990 comença l'expansió internacional adquirint un casino a la República Dominicana i a Isla de Margarita (Veneçuela), així com amb l'obertura de sales recreatives a Argentina i Chequia.
L'any 1996 aconsegueixen l'homologació per a la comercialització de màquines recreatives a l'estat de Misisipi, cosa que obre les portes al mercat estadounidenc.
L'any 1999 s'aconsegueix la concessió per explotar la loteria de Buenos Aires, incloent-hi el Casino Puerto Madero instal·lat sobre dos vaixells ancorats.
L'any 2001 es crea en aliança amb el grup Lottomatica Global Bingo Corporation. El mateix any s'inaugura a Estocolm (Suècia) el centre d'oci més gran d'Europa (4.500 m²).
L'any 2002, CIRSA inaugura el Majestic Casino de Panamà, el més gran i luxós d'Amèrica Central.
L'any 2007 es crea Nortia Corporation, amb seu a Terrassa, per reorganitzar les activitats del grup: immobiliària, serveis, joc, art i aviació corporativa.
L'any 2012, CIRSA es converteix en la primera companyia espanyola que inicia el joc en línia legal a Espanya amb apostes esportives, casino, pòquer i bingo en línia.
L'any 2017, CIRSA adquireix 17 casinos al Perú, reforçant la seva expansió internacional.
El 27 d'abril de 2018, l'aleshores president Manuel Lao anuncia la venda de CIRSA al grup Blackstone, excepte la part del negoci a l'Argentina.
L'any 2019, CIRSA pren el control del 100% de Sportium Apuestas Deportivas després de comprar el 50% que encara no controlava per 70 milions d'euros. Fins aquell moment, CIRSA compartia la propietat de Sportium amb la societat Ladbrokes Betting & Gaming, propietat del grup britànic GVC Holdings.
L'any 2021, CIRSA llança el moble Compact Manhattan, que permet instal·lar màquines recreatives d'última tecnologia en petits establiments d'hostaleria.
L'any 2022, CIRSA reorienta la seva estratègia de Grup centrant la seva operativa en polítiques i criteris ESG, reafirmant el seu compromís amb el creixement sostenible i obtenint la certificació G4 a Espanya i Amèrica Llatina.
L'any 2023, CIRSA continua amb les polítiques de creixement sostenible mitjançant l'adhesió al Pacte Mundial de les Nacions Unides (ONU).

## Expansió Internacional
CIRSA treballa exclusivament en mercats regulats a través d'empreses locals. Aquesta política es reflecteix en el pagament d'impostos sobre el joc i l'activitat corporativa, que va ascendir a 662 milions d'euros, evidenciant el seu compromís amb el desenvolupament sostenible i responsable en tots els països on opera.
Actualment, CIRSA opera casinos, sales de joc, màquines recreatives i llicències d'apostes esportives i casino en línia en un total de 11 països: Espanya, Itàlia, Portugal, Marroc, Mèxic, República Dominicana, Costa Rica, Puerto Rico, Panamà, Colòmbia i Perú.

## Àrees de Negoci
CIRSA ofereix una àmplia experiència d'oci i joc per als seus clients en diversos mercats i segments:

### Casinos i Sales de Joc
Dins del seu negoci de casinos, comprèn l'oferta Retail de sales de gestió pròpia, que inclou en tots els casos una àmplia varietat de màquines recreatives, roletes electròniques, juntament amb altres jocs electrònics, i en alguns casos, taules de joc i bingo tradicional. Aquesta oferta es complementa amb una àmplia gamma de serveis, com gastronomia i espectacles.

### SPORTIUM i Apostes Esportives
La seva oferta de jocs en línia inclou apostes esportives, casino i jocs socials. Aquests serveis són proporcionats principalment sota les marques Sportium i EPlay24. A més, gestionen apostes esportives en sales de joc i bars, cosa que els permet oferir una experiència d'entreteniment omnicanal a tots els seus clients.

### Màquines de Slots
A Espanya, es duu a terme l'explotació de màquines recreatives (AWP) en bars, cafès i restaurants. A més, la divisió B2B s'encarrega del disseny, la fabricació i la comercialització d'aquestes màquines per al mercat espanyol, juntament amb el desenvolupament i la comercialització de programari per a la gestió de casinos. Tant el Grup com altres empreses tenen accés a la gamma completa de productes i serveis ofertats. A Itàlia, l'explotació de màquines recreatives (AWP i VLT) s'estén a bars, cafès, restaurants, sales i sales de bingo.

## Compromís i Objectius ESG
Segons l'informe de sostenibilitat de 2023, l'empresa es centra en quatre àrees clau: Joc Responsable, medi ambient, entorn social i govern corporatiu. Per garantir l'execució d'aquesta estratègia, CIRSA compta amb un Comitè d'ESG supervisat pel President Executiu i integrat per directors corporatius experimentats. Les prioritats inclouen promoure polítiques de Joc Responsable, complir amb les normatives en mercats regulats, fomentar entorns laborals segurs i diversos, i reduir l'impacte mediambiental a través de l'ús d'energies renovables i millores tecnològiques.
Avaluada per Sustainalytics, CIRSA té actualment una puntuació de 12.0, catalogant-la com una companyia amb baix risc en matèria ESG. Aquesta avaluació posiciona CIRSA en el top 4 de la indústria de casinos.

### Joc Responsable
L'any 2023, CIRSA va obtenir una doble certificació en matèria de Joc Responsable per als seus casinos a Espanya, atorgada per la European Casino Association (ECA) i el Global Gambling Guidance Group (G4). Aquesta certificació reforça el compromís de CIRSA amb la promoció de pràctiques de joc segures i responsables. La companyia continua implementant polítiques i mesures de formació per garantir que el joc es dugui a terme de manera ètica i segura, protegint els jugadors i minimitzant els riscos associats al joc compulsiu.

### Programes de Sostenibilitat
CIRSA ha reforçat el seu compromís amb la sostenibilitat integrant-se en el programa de les Nacions Unides Climate Ambition Accelerator.
CIRSA ha integrat els riscos climàtics en el seu sistema de gestió, seguint les recomanacions del Task Force on Climate-related Financial Disclosures (TCFD).
L'empresa realitza anàlisis centrats en els riscos derivats del canvi climàtic per quantificar els seus impactes i millorar les seves pràctiques mediambientals. A més, CIRSA aposta per la reducció de la seva petjada de carboni mitjançant l'ús d'energies renovables i la implementació de tecnologies sostenibles, reafirmant el seu compromís amb la mitigació del canvi climàtic i la promoció de la sostenibilitat en totes les seves operacions.

### Iniciatives Comunitàries i Filantròpiques
CIRSA ha signat un acord de col·laboració amb la Universitat Autònoma de Barcelona (UAB) per dur a terme investigacions aplicades en jocs d'atzar, apostes esportives, ús de jocs, addiccions i processos psicosocials associats. A més, l'empresa participa activament en programes de voluntariat i en iniciatives que promouen la igualtat de gènere, com l'adhesió als Women's Empowerment Principles de les Nacions Unides i la participació en el Target Gender Equality. Aquestes accions demostren el compromís de CIRSA amb el benestar de les comunitats i amb la promoció de pràctiques inclusives i equitatives.

## Desempenyament Financer
L'any 2024, l'empresa va reportar ingressos d'explotació de 2150 milions d'euros, 662 milions en impostos i un benefici operatiu de 699 milions d'euros.
El deute corporatiu del grup cotitza als mercats de capitals de Londres.